# Луково (Кратово)
Луково (мкд. Луково) је насеље у Северној Македонији, у северном делу државе. Луково је у оквиру општине Кратово.

## Географија
Луково је смештено у северном делу Северне Македоније. Од најближег града, Куманова, село је удаљено 75 km источно.
Село Луково се налази у историјској области Осогово. Насеље је положено високо, на југозападним висовима Осоговских планина, на приближно 1.080 метара надморске висине.
Месна клима је планинска због знатне надморске висине.

## Становништво
Луково је према последњем попису из 2002. године имало 4 становника. Од тога огромну већину чине етнички Македонци.
Претежна вероисповест месног становништва је православље.